# جيم شيرر
جيم شيرر (بالإنجليزية: Jim Shearer)‏ هو صانع فيديو ساخر ‏ أمريكي، ولد في 3 يناير 1974 في نيويورك في الولايات المتحدة.

## وصلات خارجية
- جيم شيرر على موقع IMDb (الإنجليزية)